# Fatoumata Sylla
Pour les articles homonymes, voir Sylla (homonymie).
Fatoumata Sylla, née le 16 décembre 2001, est une archère guinéenne.

## Carrière
En mai 2024, elle bat le record d'Afrique à 70 m établi par la Sud-Africaine Kirstin Jean Lewis (en) en 1996, inscrivant 646 points lors du challenge de Lausanne.
Elle est la porte-drapeau de la délégation guinéenne aux côtés du footballeur Naby Keïta aux Jeux olympiques d'été de 2024 à Paris. Elle participe lors de ces Jeux à l'épreuve féminine de tir a l'arc, remportant 619 points, soit le 1er rang africain et le 61e rang mondial derrière la Sud-Coréenne Lim Si-hyeon qui en fait 694 en tête de podium,. Elle affronte le 1er août la 4e mondiale, l'Américaine Casey Kaufhold. 